# Eleição presidencial nos Estados Unidos em 2016
A eleição presidencial de 2016 nos Estados Unidos foi realizada em uma terça-feira, 8 de novembro. Foi a 58ª eleição presidencial do país, que oficialmente elegeu o presidente e o vice-presidente dos Estados Unidos. O presidente Barack Obama, era inelegível para um terceiro mandato, devido aos limites de prazo como líder da nação previstos na Vigésima Segunda Emenda da Constituição dos Estados Unidos. Donald Trump, o candidato republicano, foi o vencedor da eleição.
Aos 70 anos de idade, Trump se tornou o homem mais velho até então a ser eleito para um primeiro mandato como presidente dos Estados Unidos, passando Ronald Reagan que foi eleito aos 69 anos de idade em 1980. Junto com Bill Clinton e George W. Bush, Trump nasceu em 1946; esta foi a primeira vez que três presidentes nasceram no mesmo ano. Donald também foi o quinto presidente nascido no estado de Nova Iorque, junto com Martin Van Buren, Millard Fillmore, Theodore Roosevelt e Franklin D. Roosevelt; também foi o segundo presidente nascido na cidade de Nova Iorque, junto com Theodore Roosevelt. Trump também se juntou a James K. Polk em 1844, Woodrow Wilson em 1916 e Richard Nixon em 1968 como os presidentes que venceram uma eleição nacional sem conseguir a maioria dos votos em seus estados natais.
Trump se tornou ainda o quinto presidente eleito, junto com John Quincy Adams em 1824, Rutherford B. Hayes em 1876, Benjamin Harrison em 1888 e George W. Bush em 2000, a vencer a eleição apesar de ter perdido no voto popular geral, vencendo apenas no colégio eleitoral.
De acordo com a Comunidade de Inteligência dos Estados Unidos, em um relatório divulgado em 6 de janeiro de 2017, o governo russo, de forma efetiva, interferiu ativamente nas eleições de 2016 com o objetivo de "minar a fé pública no processo democrático dos Estados Unidos, denegrir a Secretária [Hillary] Clinton e prejudicar sua elegibilidade e potencial presidência." Contudo, as agências de inteligência americanas e o FBI não encontraram provas de que a campanha de Donald Trump colaborou com os russos em sua missão de interferir no processo eleitoral americano.

## Contexto
O artigo dois da Constituição dos Estados Unidos prevê que, para uma pessoa ser eleita e atuar como presidente do país, deve ser um cidadão nato dos Estados Unidos, ter pelo menos 35 anos de idade e ser um residente local por um período não inferior a catorze anos. Os candidatos procuram os partidos para fazer sua nomeação e em seguida os partidos realizam eleições primárias para escolher um deles. Os delegados dos partidos então nomeiam um destes candidatos para concorrer na eleição geral.
O presidente democrata Barack Obama, um ex-senador pelo estado de Illinois, concluiu seu segundo e último mandato em 20 de janeiro de 2017. Na eleição presidencial de 2008, Obama derrotou o senador republicano John McCain, recebendo 52,9% dos votos populares e 68% dos votos do Colégio Eleitoral. Ele foi reeleito para um segundo mandato em 2012, ao derrotar o ex-governador de Massachusetts Mitt Romney com 51,1% dos votos populares e 62% dos votos do Colégio Eleitoral. De acordo com a vigésima segunda emenda, Obama era inelegível para concorrer a um terceiro mandato. Durante o seu segundo mandato, a aprovação do presidente Obama variou entre 40% a 50%. Seu índice de aprovação era amplamente visto como um indicador de quão bem o Partido Democrata iria na eleição de 2016.

## Processo primário
Os partidos Democrata e Republicano, bem como terceiros, como os partidos Verde e Libertário, realizaram uma série de eleições presidenciais primárias e caucuses que ocorreram entre fevereiro e junho de 2016, escalonadas entre os 50 estados, o Distrito de Columbia e Territórios dos Estados Unidos. Esse processo de nomeação também foi uma eleição indireta, em que os eleitores votaram em uma chapa de delegados à convenção de nomeação de um partido político, que por sua vez elegeu o candidato presidencial de seu partido.
As especulações sobre a campanha de 2016 começaram quase imediatamente após a campanha de 2012, com a revista New York declarando que a corrida havia começado em um artigo publicado em 8 de novembro, dois dias após a eleição de 2012. No mesmo dia, o Politico divulgou um artigo prevendo que a eleição geral de 2016 seria entre Clinton e o ex- governador da Flórida Jeb Bush, enquanto um artigo no The New York Times nomeava o governador de Nova Jersey Chris Christie e o senador Cory Booker de Nova Jersey como candidatos potenciais.

## Nomeações

### Partido Republicano

#### Primárias
Com dezessete principais candidatos entrando na disputa, começando com Ted Cruz em 23 de março de 2015, este foi o maior campo primário presidencial para qualquer partido político na história americana, antes de ser ultrapassado pelas primárias presidenciais democratas de 2020.
Antes dos cáucuses de Iowa em 1 de fevereiro de 2016, Perry, Walker, Jindal, Graham e Pataki se retiraram devido aos baixos números de votação. Apesar de liderar muitas pesquisas em Iowa, Trump ficou em segundo lugar, atrás de Cruz, depois que Huckabee, Paul e Santorum se retiraram devido ao mau desempenho nas urnas. Após uma vitória considerável de Trump nas primárias de New Hampshire, Christie, Fiorina e Gilmore abandonaram a corrida. Bush seguiu o exemplo depois de marcar o quarto lugar para Trump, Rubio e Cruz na Carolina do Sul. Em 1 de março de 2016, a primeira das quatro  "Superterças" Primárias, Rubio ganhou pela primeira vez em Minnesota, Cruz ganhou Alasca, Oklahoma, e seu estado natal, Texas, e Trump ganhou em os outros sete estados. Sem força, Carson suspendeu sua campanha alguns dias depois. Em 15 de março de 2016, na segunda "Superterça", Kasich venceu, sendo sua única vitória, em seu estado natal, Ohio, e Trump venceu cinco primárias, incluindo a Flórida. Rubio suspendeu sua campanha depois de perder em seu estado natal.
Entre 16 de março e 3 de maio de 2016, apenas três candidatos permaneceram na disputa: Trump, Cruz e Kasich. Cruz ganhou o maior número de delegados em quatro disputas ocidentais e em Wisconsin, mantendo um caminho confiável para ter a indicação na primeira votação com 1.237 delegados. Trump então aumentou sua liderança marcando vitórias esmagadoras em Nova York e cinco estados do Nordeste em abril, seguido por uma vitória decisiva em Indiana em 3 de maio de 2016, garantindo todos os 57 delegados do estado. Sem mais chances de forçar uma convenção contestada, Cruz e Kasich suspenderam suas campanhas. Trump permaneceu como o único candidato ativo e foi declarado o candidato republicano pelo presidente do Comitê Nacional Republicano na noite de 3 de maio de 2016.
Um estudo de 2018 descobriu que a cobertura da mídia sobre Trump aumentou o apoio público a ele durante as primárias. O estudo mostrou que Trump recebeu quase US$ 2 bilhões em mídia gratuita, mais do que o dobro de qualquer outro candidato. O cientista político John Sides argumentou que o aumento nas pesquisas de Trump foi "quase certo" devido à frequente cobertura da mídia sobre sua campanha. Sides concluiu que "Trump está subindo nas pesquisas porque a mídia tem consistentemente focado nele desde que ele anunciou sua candidatura em 16 de junho". Antes de conquistar a indicação republicana, Trump recebeu pouco apoio dos republicanos do establishment.

#### Nomeados
|                                               | Donald Trump                      | Mike Pence |
| para Presidente                               | para Vice-Presidente              |            |
|                                               |                                   |            |
| Presidente das Organizações Trump (1971–2017) | Governador de Indiana (2013–2017) |            |
| [ 24 ] [ 25 ] [ 26 ]                          |                                   |            |

#### Candidatos
Os principais candidatos foram determinados pelos vários meios de comunicação com base em um consenso comum. Os seguintes foram convidados a debates sancionados pela televisão com base em suas avaliações. Trump recebeu 14.010.177 votos totais nas primárias. Trump, Cruz, Rubio e Kasich ganharam, cada um, pelo menos uma primária, com Trump recebendo o maior número de votos e Ted Cruz recebendo o segundo maior.
| Candidatos desistentes                     |                                                      |                                                 |                                                          |                                                   |                                                  |                                              |                                                    |
|                                            |                                                      |                                                 |                                                          |                                                   |                                                  |                                              |                                                    |
| Rick Perry Governador do Texas (2000-2015) | Scott Walker Governador de Wisconsin (desde 2011)    | Bobby Jindal Governador da Luisiana (2008-2016) | Lindsey Graham Senador pela Carolina do Sul (desde 2003) | George Pataki Governador de Nova York (1995-2007) | Mike Huckabee Governador de Arkansas (1996-2007) | Rand Paul Senador pelo Kentucky (desde 2011) | Rick Santorum Senador pela Pensilvânia (1995-2007) |
|                                            |                                                      |                                                 |                                                          |                                                   |                                                  |                                              |                                                    |
| Carly Fiorina Empresária da Califórnia     | Chris Christie Governador de Nova Jérsei (2010-2018) | Jeb Bush Governador da Flórida (1999-2007)      | Ben Carson Neurocirurgião de Maryland                    | Jim Gilmore Governador da Virgínia (1998-2002)    | Marco Rubio Senador pela Flórida (desde 2011)    | Ted Cruz Senador pelo Texas (desde 2013)     | John Kasich Governador de Ohio (2011-2019)         |

### Partido Democrata

#### Primárias
A ex-secretária de Estado Hillary Clinton, que também serviu no Senado dos EUA e foi a primeira-dama dos Estados Unidos, tornou-se a primeira democrata no campo a lançar formalmente uma grande candidatura à presidência com um anúncio em 12 de abril de 2015, via mensagem de vídeo. Embora as pesquisas de opinião nacional em 2015 indicassem que Clinton era a favorita para a indicação presidencial democrata de 2016, ela enfrentou fortes desafios do senador independente Bernie Sanders de Vermont, que se tornou o segundo candidato principal quando ele anunciou formalmente em 30 de abril de 2015, que estava concorrendo à indicação democrata. Os números das pesquisas de setembro de 2015 indicaram uma lacuna cada vez menor entre Clinton e Sanders. Em 30 de maio de 2015, o ex-governador de Maryland Martin O'Malley foi o terceiro principal candidato a entrar na corrida primária democrata, seguido pelo ex-governador independente e senador republicano de Rhode Island Lincoln Chafee em 3 de junho de 2015, além do ex-senador da Virgínia Jim Webb em 2 de julho de 2015 e o ex-professor de direito de Harvard Lawrence Lessig em 6 de setembro de 2015.
Em 4 e 5 de junho, Clinton conquistou duas vitórias no caucus das Ilhas Virgens e nas primárias de Porto Rico. Em 6 de junho de 2016, a Associated Press e a NBC News informaram que Clinton havia se tornado a candidata presumida após atingir o número necessário de delegados, incluindo delegados prometidos e superdelegados, para garantir a nomeação, tornando-se a primeira mulher a obter a nomeação presidencial de um grande partido político dos EUA. Em 7 de junho, Clinton garantiu a maioria dos delegados prometidos após vencer as primárias na Califórnia, Nova Jersey, Novo México e Dakota do Sul, enquanto Sanders venceu apenas Montana e Dakota do Norte. Clinton também venceu a primária final no Distrito de Columbia em 14 de junho. Na conclusão do processo primário, Clinton ganhou 2.204 delegados prometidos (54% do total) concedidos pelas eleições primárias e caucuses, enquanto Sanders venceu 1.847 (46%). Dos 714 delegados não comprometidos ou "superdelegados" que deveriam votar na convenção em julho, Clinton recebeu endossos de 560 (78%), enquanto Sanders recebeu 47 (7%).
Embora Sanders não tenha desistido formalmente da disputa, ele anunciou em 16 de junho de 2016 que seu principal objetivo nos próximos meses seria trabalhar com Clinton para derrotar Trump nas eleições gerais. Em 8 de julho, nomeados da campanha de Clinton, da campanha de Sanders e do Comitê Nacional Democrata negociaram um esboço da plataforma do partido. Em 12 de julho, Sanders endossou Clinton formalmente em um comício em New Hampshire, no qual ele apareceu com ela. Sanders então foi manchete de 39 comícios de campanha em nome de Clinton em 13 estados-chave.

#### Nomeados
|                                              | Hillary Clinton                       | Tim Kaine |
| para Presidente                              | para Vice-Presidente                  |           |
|                                              |                                       |           |
| 67ª Secretária de Estado dos EUA (2009–2013) | Senador pela Virgínia (2013–presente) |           |
| [ 45 ] [ 46 ] [ 47 ]                         |                                       |           |

#### Candidatos
Os seguintes candidatos foram entrevistados com frequência pelas principais redes de transmissão e canais de notícias a cabo ou foram listados em pesquisas nacionais publicadas. Lessig foi convidado para um fórum, mas se retirou quando as regras foram alteradas, o que o impediu de participar de debates oficialmente sancionados. Clinton recebeu 16.849.779 votos nas primárias.
| Candidatos desistentes                                             |                                            |                                                 |                                                       |                                                    |
|                                                                    |                                            |                                                 |                                                       |                                                    |
| Bernie Sanders Senador dos Estados Unidos por Vermont (desde 2007) | Jim Webb Senador pela Virgínia (2007-2013) | Lawrence Lessig Professor da Harvard Law School | Lincoln Chafee Governador de Rhode Island (2011-2015) | Martin O'Malley Governador de Maryland (2007-2015) |

### Outros

#### Partido Libertário

O acesso da cédula para o Partido Libertário
Na cédula
Não na cédula

|                                           | Gary Johnson                                | William Weld |
| para Presidente                           | para Vice-Presidente                        |              |
|                                           |                                             |              |
| 29º Governador do Novo México (1995–2003) | 68º Governador de Massachusetts (1991–1997) |              |
| [ 53 ] [ 54 ]                             |                                             |              |

#### Partido Verde

O acesso da cédula para o Partido Verde
Na cédula
Não na cédula, escreva-nos o acesso
Não na cédula

|                                    | Jill Stein                   | Ajamu Baraka |
| para Presidente                    | para Vice-Presidente         |              |
|                                    |                              |              |
| Médica de Lexington, Massachusetts | Ativista de Washington, D.C. |              |
| [ 55 ] [ 56 ]                      |                              |              |

#### Independente

O acesso da cédula para Evan McMullin
Na cédula
Não na cédula, escreva-nos o acesso

|                  | Evan McMullin        | Mindy Finn |
| para Presidente  | para Vice-Presidente |            |
|                  |                      |            |
| Ex-agente da CIA | Empresária           |            |
| [ 57 ]           |                      |            |

#### Partido da Constituição

O acesso da cédula para o Partido da Constituição
Na cédula
Não na cédula, escreva-nos o acesso
Não na cédula

|                                | Darrell Castle                     | Scott Bradley |
| para Presidente                | para Vice-Presidente               |               |
|                                |                                    |               |
| Advogado de Memphis, Tennessee | Admnistrador universitário de Utah |               |
| [ 58 ]                         |                                    |               |

## Campanha eleitoral

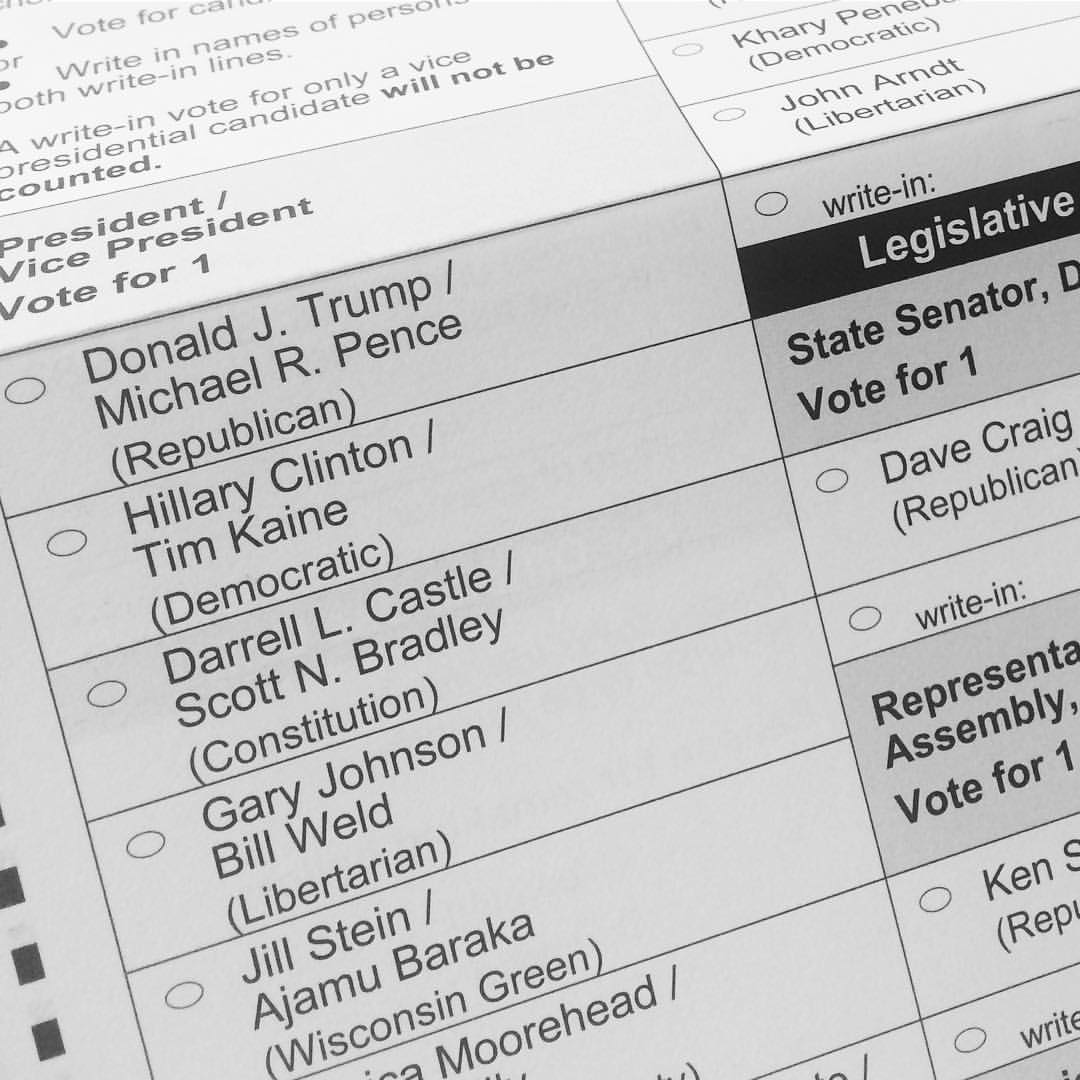
Cédula com candidatos de 2016.

Hillary Clinton concentrou sua candidatura em vários temas, incluindo aumento da renda da classe média, expansão dos direitos das mulheres, instituição da reforma do financiamento de campanha e melhoria da Lei de Cuidados Acessíveis. Em março de 2016, ela apresentou um plano econômico detalhado baseando sua filosofia econômica no capitalismo inclusivo, que propôs um "clawback" que rescinda cortes de impostos e outros benefícios para empresas que transferem empregos para o exterior; com a oferta de incentivos para empresas que compartilham lucros com funcionários, comunidades e meio ambiente, ao invés de focar em lucros de curto prazo para aumentar o valor das ações e recompensar os acionistas; bem como aumentar os direitos de negociação coletiva; e colocar um "imposto de saída" sobre as empresas que mudam suas matrizes para fora dos Estados Unidos para pagar uma taxa de imposto mais baixa no exterior. Clinton promoveu salário igual para trabalho igual para resolver as atuais supostas deficiências em quanto as mulheres são pagas para fazer as mesmas tarefas que os homens, promoveu explicitamente o foco em questões familiares e apoio à pré-escola universal e propôs permitir que os imigrantes indocumentados tenham um caminho para a cidadania, declarando que "[é] em seu cerne uma questão de família".
A campanha de Donald Trump se baseou fortemente em sua imagem pessoal, reforçada por sua exposição anterior na mídia. O slogan principal da campanha Trump, amplamente usado em mercadorias da campanha, foi Make America Great Again. O boné de beisebol vermelho com o slogan estampado na frente se tornou um símbolo da campanha e foi frequentemente usado por Trump e seus apoiadores de direita populistas, nativista, protecionista, e semi-isolacionista em muitos aspectos do tradicional conservadorismo. Ele se opôs a muitos acordos de livre comércio e políticas intervencionistas militares que os conservadores geralmente apoiam e se opõem aos cortes nos benefícios do Medicare e da Previdência Social. Além disso, ele insistiu que Washington está "quebrado" e só pode ser consertado por alguém de fora. O apoio a Trump foi alto entre os eleitores homens brancos de classe média e trabalhadora com renda anual inferior a US $ 50.000 e nenhum diploma universitário. Este grupo, especialmente aqueles com menos d que o ensino médio, sofreu um declínio em sua renda nos últimos anos. De acordo com o The Washington Post, o suporte para Trump foi maior em áreas com maior taxa de mortalidade para pessoas brancas de meia-idade. Uma amostra de entrevistas com mais de 11.000 entrevistados com tendência republicana de agosto a dezembro de 2015 descobriu que Trump, naquela época, encontrou seu maior apoio entre os republicanos na Virgínia Ocidental, seguido por Nova York, e depois por seis estados do sul.
Clinton teve um relacionamento difícil - e, às vezes, adversário - com a imprensa ao longo de sua vida no serviço público. Semanas antes de sua entrada oficial como candidata presidencial, Clinton compareceu a um evento político da imprensa, prometendo recomeçar o que ela descreveu como um relacionamento "complicado" com repórteres políticos. Clinton foi inicialmente criticada pela imprensa por evitar responder às suas perguntas, após o que ela forneceu mais entrevistas.

### Acesso às cédulas
| Candidatos       | Partido | Partido      | Acesso às cédulas | Acesso às cédulas | Acesso às cédulas | Votos      | Percentual |
| Candidatos       | Partido | Partido      | Estados           | Colégio           | %                 | Votos      | Percentual |
| ---------------- | ------- | ------------ | ----------------- | ----------------- | ----------------- | ---------- | ---------- |
| Trump / Pence    |         | Republicano  | 50 + DC           | 538               | 100%              | 62 984 828 | 46,09%     |
| Clinton / Kaine  |         | Democrata    | 50 + DC           | 538               | 100%              | 65 853 514 | 48,18%     |
| Johnson / Weld   |         | Libertário   | 50 + DC           | 538               | 100%              | 4 489 341  | 3,28%      |
| Stein / Baraka   |         | Verde        | 44 + DC           | 480               | 89%               | 1 457 218  | 1,07%      |
| McMullin / Finn  |         | Independente | 11                | 84                | 15%               | 731 991    | 0,54%      |
| Castle / Bradley |         | Constituição | 24                | 207               | 39%               | 203 090    | 0,15%      |

- Os outros candidatos estiveram nas cédulas de menos de 25 estados, mas podiam ter seus nomes escritos pelo eleitor na cédula.

## Debates
A Comissão de Debates Presidenciais (CPD), uma organização sem fins lucrativos, promoveu debates entre os candidatos presidenciais e vice-presidenciais qualificados. De acordo com o site da comissão, para poder optar por participar dos debates previstos, “além de serem constitucionalmente elegíveis, os candidatos devem estar em número suficiente de cédulas estaduais para ter uma chance matemática de obter maioria de votos no Colégio Eleitoral, e ter um nível de apoio de pelo menos 15% do eleitorado nacional, conforme determinado por cinco organizações nacionais de pesquisa de opinião pública selecionadas, usando a média dos resultados divulgados publicamente mais recentemente dessas organizações no momento da determinação".
Os três locais (Universidade Hofstra, Universidade Washington em St. Louis, Universidade de Nevada em Las Vegas) escolhidos para sediar os debates presidenciais e o único local (Universidade Longwood) selecionado para sediar o debate vice-presidencial foram anunciados em 23 de setembro de 2015. O local do primeiro debate foi originalmente designado como Wright State University em Dayton, Ohio; no entanto, devido aos custos crescentes e às preocupações com a segurança, o debate foi transferido para a Universidade Hofstra em Hempstead, Nova York.
Em 19 de agosto, Kellyanne Conway, gerente de campanha de Trump, confirmou que Trump participaria de uma série de três debates. Trump reclamou que dois dos debates agendados, um em 26 de setembro e o outro em 9 de outubro, que teriam de competir por telespectadores com os jogos da NFL, referindo-se a reclamações semelhantes feitas em relação ao datas com baixas classificações esperadas durante os debates presidenciais do Partido Democrata.
| No. | Data           | Horário       | Local                   | Cidade               | Moderador(es)                  | Participantes                | Audiência (milhões) |
| --- | -------------- | ------------- | ----------------------- | -------------------- | ------------------------------ | ---------------------------- | ------------------- |
| P1  | 26 de setembro | 9:00 p.m. EDT | Universidade Hofstra    | Hempstead, Nova York | Lester Holt                    | Donald Trump Hillary Clinton | 84.0                |
| VP  | 4 de outubro   | 9:00 p.m. EDT | Universidade Longwood   | Farmville, Virginia  | Elaine Quijano                 | Mike Pence Tim Kaine         | 37.0                |
| P2  | 9 de outubro   | 8:00 p.m. CDT | Universidade Washington | St. Louis, Missouri  | Anderson Cooper Martha Raddatz | Donald Trump Hillary Clinton | 66.5                |
| P3  | 19 de outubro  | 6:00 p.m. PDT | Universidade de Nevada  | Las Vegas, Nevada    | Chris Wallace                  | Donald Trump Hillary Clinton | 71.6                |

## Resultados

Resultado das eleições por condado. Em azul, os condados onde Hillary saiu vitoriosa. Em vermelho, os que Trump ganhou.

A eleição foi realizada no dia 8 de novembro de 2016. Hillary Clinton deu seu voto no subúrbio de Nova York, enquanto Donald Trump votou em uma escola pública de Manhattan. Algumas pesquisas favoreciam inicialmente a candidata democrata Hillary Clinton. No entanto, após o fechamento das urnas e com os resultados aparecendo ao longo da noite, essas previsões acabaram se provando imprecisas quando o candidato republicano começou a apresentar bons resultados nos estados decisivos, especialmente na Flórida, em Ohio e na Carolina do Norte. Até mesmo em Wisconsin e Michigan, estados que foram previstos para uma vitória democrata, acabaram vencidos por Trump.
No dia 9 de novembro, às 3:00 da manhã no horário da costa leste dos Estados Unidos, Donald Trump garantiu mais de 270 votos dos 538 eleitores no Colégio Eleitoral, o suficiente para torná-lo o presidente eleito. Um assessor de Trump disse que Clinton fez uma ligação admitindo a derrota. Clinton pediu aos seus apoiantes para aceitar o resultado e esperar que Trump seja "um presidente de sucesso para todos os americanos." Em seu discurso de vitória Trump falou sobre cooperação dizendo que "é hora de nos juntar como um povo unido" e elogiou Clinton, a quem devia "uma grande dívida de gratidão por seus serviços prestados ao nosso país."
Os votos totais dos delegados do Colégio Eleitoral foram entregues em 19 de dezembro e abertos no dia 6 de janiero de 2017. No total houve sete dissidentes, sendo dois delegados no Texas que deveriam votar em Trump, mas se recusaram e votaram em John Kasich e Ron Paul; Cinco delegados que deveriam ter eleito Clinton também votaram em outros nomes. No estado de Washington, três dissidentes votaram no ex-secretário de Estado Colin Powell e um outro votou no ativista ambiental indígena Faith Spotted Eagle ; no Havaí, um voto foi para Bernie Sanders. Foi o maior número de dissidentes na história das eleições presidenciais americanas depois dos seis dissidentes das eleições de 1808.
| Resultados finais da eleição para presidente dos Estados Unidos em 2016    | Resultados finais da eleição para presidente dos Estados Unidos em 2016 | Resultados finais da eleição para presidente dos Estados Unidos em 2016 | Resultados finais da eleição para presidente dos Estados Unidos em 2016 | Resultados finais da eleição para presidente dos Estados Unidos em 2016 | Resultados finais da eleição para presidente dos Estados Unidos em 2016 | Resultados finais da eleição para presidente dos Estados Unidos em 2016 | Resultados finais da eleição para presidente dos Estados Unidos em 2016 | Resultados finais da eleição para presidente dos Estados Unidos em 2016 |
| Candidato a presidente                                                     | Estado de origem                                                        | Candidato a vice-presidente                                             | Estado de origem                                                        | Partido                                                                 | Partido                                                                 | Voto popular                                                            | Voto popular                                                            | Colégio Eleitoral                                                       |
| Candidato a presidente                                                     | Estado de origem                                                        | Candidato a vice-presidente                                             | Estado de origem                                                        | Partido                                                                 | Partido                                                                 | Votos                                                                   | Porcentagem                                                             | Colégio Eleitoral                                                       |
| -------------------------------------------------------------------------- | ----------------------------------------------------------------------- | ----------------------------------------------------------------------- | ----------------------------------------------------------------------- | ----------------------------------------------------------------------- | ----------------------------------------------------------------------- | ----------------------------------------------------------------------- | ----------------------------------------------------------------------- | ----------------------------------------------------------------------- |
| Donald Trump                                                               | Nova Iorque                                                             | Mike Pence                                                              | Indiana                                                                 |                                                                         | Republicano                                                             | 62.984.825                                                              | 46,09%                                                                  | 304                                                                     |
| Hillary Clinton                                                            | Nova Iorque                                                             | Tim Kaine                                                               | Virgínia                                                                |                                                                         | Democrata                                                               | 65.853.516                                                              | 48,18%                                                                  | 227                                                                     |
| Gary E. Johnson                                                            | Novo México                                                             | William Weld                                                            | Massachusetts                                                           |                                                                         | Libertário                                                              | 4.489.221                                                               | 3,28%                                                                   | 0                                                                       |
| Jill Stein                                                                 | Massachusetts                                                           | Ajamu Baraka                                                            | Illinois                                                                |                                                                         | Verde                                                                   | 1.457.216                                                               | 1,07%                                                                   | 0                                                                       |
| Evan McMullin                                                              | Utah                                                                    | Mindy Finn                                                              | Distrito de Colúmbia                                                    |                                                                         | Independente                                                            | 731.788                                                                 | 0,54%                                                                   | 0                                                                       |
| Darrell Castle                                                             | Tennessee                                                               | Scott Bradley                                                           | Utah                                                                    |                                                                         | Constituição                                                            | 203.010                                                                 | 0,15%                                                                   | 0                                                                       |
| Gloria La Riva                                                             | Califórnia                                                              | Eugene Puryear                                                          | Distrito de Colúmbia                                                    |                                                                         | Socialismo e Liberação                                                  | 74.401                                                                  | 0,05%                                                                   | 0                                                                       |
| Individuos que não concorreram, mas receberam votos eleitorais dissidentes |                                                                         |                                                                         |                                                                         |                                                                         |                                                                         |                                                                         |                                                                         |                                                                         |
| Colin Powell                                                               | Virgínia                                                                | Warren, Cantwell, Collins                                               | MA, WA, ME                                                              |                                                                         | Republicano                                                             | 25                                                                      | 0,00%                                                                   | 3                                                                       |
| Bernie Sanders                                                             | Vermont                                                                 | Gabbard, Warren                                                         | Hawaii, MA                                                              |                                                                         | Independente                                                            | 111.850                                                                 | 0,08%                                                                   | 1                                                                       |
| John Kasich                                                                | Ohio                                                                    | Carly Fiorina                                                           | Virginia                                                                |                                                                         | Republicano                                                             | 2.684                                                                   | 0,00%                                                                   | 1                                                                       |
| Ron Paul                                                                   | Texas                                                                   | Mike Pence                                                              | Indiana                                                                 |                                                                         | Libertário                                                              | 124                                                                     | 0,00%                                                                   | 1                                                                       |
| Faith Spotted Eagle                                                        | Dakota do Sul                                                           | Winona LaDuke                                                           | Minnesota                                                               |                                                                         | Democrata                                                               | 0                                                                       | 0,00%                                                                   | 1                                                                       |
| Outros                                                                     | Outros                                                                  | Outros                                                                  | Outros                                                                  | Outros                                                                  | Outros                                                                  | 760.210                                                                 | 0,56%                                                                   | 0                                                                       |
| Total                                                                      | Total                                                                   | Total                                                                   | Total                                                                   | Total                                                                   | Total                                                                   | 136.669.276                                                             | 100%                                                                    | 538                                                                     |
| Necessários para vencer                                                    | Necessários para vencer                                                 | Necessários para vencer                                                 | Necessários para vencer                                                 | Necessários para vencer                                                 | Necessários para vencer                                                 | Necessários para vencer                                                 | Necessários para vencer                                                 | 270                                                                     |

### Análises estatísticas
Seis estados mais uma parte do Maine que Obama ganhou em 2012 mudaram seus votos para Trump (votos do Colégio Eleitoral entre parênteses): Flórida (29), Pensilvânia (20), Ohio (18), Michigan (16), Wisconsin (10), Iowa (6), e o segundo distrito congressional de Maine (1). Inicialmente, Trump ganhou exatamente 100 votos a mais no Colégio Eleitoral do que Mitt Romney tinha em 2012, com dois perdidos para eleitores infiéis na contagem final. Trinta e nove estados foram mais republicanos em comparação com a eleição presidencial anterior, enquanto onze estados e o Distrito de Columbia foram mais democratas.
Com base nas estimativas do Censo dos Estados Unidos da população em idade eleitoral (VAP), a participação dos eleitores que votaram para presidente foi quase 1% maior do que em 2012. Examinando a participação geral nas eleições de 2016, o Prof. Michael McDonald da Universidade da Flórida estimou que 138,8 milhões de americanos votaram. Considerando um VAP de 250,6 milhões de pessoas e uma população elegível (VEP) de 230,6 milhões de pessoas, esta é uma taxa de participação de 55,4% VAP e 60,2% VEP. Com base nesta estimativa, a participação eleitoral aumentou em comparação com 2012 (54,1% VAP), mas diminuiu em comparação com 2008 (57,4% VAP). Um relatório da FEC sobre a eleição registrou um total oficial de 136,7 milhões de votos expressos para presidente - mais do que qualquer eleição anterior. Hillary Clinton obteve 51,1% dos votos dos dois partidos e Donald Trump obteve 48,9% dos votos.
O cientista de dados Hamdan Azhar observou os paradoxos do resultado de 2016, dizendo que "o principal deles [foi] a discrepância entre o voto popular, que Hillary Clinton ganhou por 2,8 milhões de votos, e o colégio eleitoral, onde Trump ganhou por 304 a 227". Ele disse que Trump superou os resultados de Mitt Romney em 2012, enquanto Clinton apenas igualou os totais de Barack Obama em 2012. Hamdan também disse que Trump foi "o maior ganhador de votos de qualquer candidato republicano", ultrapassando os 62,04 milhões de votos de George W. Bush em 2004, embora nenhum tenha atingido os 65,9 milhões de Clinton, nem os 69,5 milhões de Obama em 2008, o recorde geral até então. Ele concluiu, com a ajuda do The Cook Political Report, que a eleição não dependia da grande margem de votos geral de 2,8 milhões de Clinton sobre Trump, mas sim de cerca de 78.000 votos de apenas três condados em Wisconsin, Pensilvânia e Michigan.

## Controvérsias

### Recontagem de votos
No dia 25 de novembro, quando restavam 90 minutos para o fim do prazo de uma petição para recontagem de votos, Stein entrou com o pedido em Wisconsin. Ela sinalizou que pretendia solicitar recontagens semelhantes em Michigan e na Pensilvânia. No dia seguinte, o conselheiro geral da campanha de Clinton, Marc Elias afirmou que também iria unir esforços para ajudar na recontagem solicitada por Stein em Wisconsin e possivelmente nos outros estados, com o intuito de "garantir que o processo seja feito de forma justa para todos os lados." Stein tinha até essa data para arrecadar quase seis milhões de dólares em doações necessários para petição de recontagem.
O presidente eleito Donald Trump emitiu um comunicado denunciando o pedido recontagem, dizendo: "As pessoas têm falado e a eleição acabou." Trump comentou ainda que a recontagem "é uma farsa do Partido Verde para uma eleição que já foi concedida."
Stein entrou com a petição de recontagem na Pensilvânia em 28 de novembro. Em 29 de novembro, ela pagou os U$ 3.500.000  necessários para iniciar a recontagem dos votos presidenciais no estado de Wisconsin. Com o pagamento recebido, a Comissão Eleitoral de Wisconsin ordenou que a recontagem da eleição presidencial de 2016 tivesse início em 1º de dezembro. Stein entrou com pedido de uma recontagem manual no estado de Michigan em 30 de novembro, após pagar a taxa de U$ 973.250 que era necessária. No mesmo dia, o candidato presidencial independente Roque De La Fuente pediu a recontagem dos votos em cinco municípios de Nevada e pagou U$ 14.000 necessários para o esforço.

### Interferência russa
Em 9 de dezembro de 2016, a Agência Central de Inteligência emitiu uma avaliação aos legisladores no Senado dos Estados Unidos, afirmando que uma entidade russa invadiu os e-mails do Comitê Nacional Democrata e de John Podesta para ajudar Donald Trump. O FBI concordou. O presidente Barack Obama ordenou um "inquérito completo" sobre essa possível intervenção. O Diretor da Inteligência Nacional James R. Clapper no início de janeiro de 2017 testemunhou ante um comitê do Senado que a intromissão da Rússia na campanha presidencial de 2016 foi além do hackeamento e incluiu desinformação e disseminação de notícias falsas, muitas vezes promovidas nas mídias sociais.
O presidente eleito Trump originalmente chamou o relatório fabricado e o Wikileaks negaram qualquer envolvimento das autoridades russas. Dias depois, Trump disse que poderia estar convencido do hacking russo "se houver uma apresentação unificada de provas do FBI e outras agências". Vários senadores dos Estados Unidos - incluindo os republicanos John McCain, Richard Burr e Lindsey Graham - exigiram uma investigação do Congresso dos Estados Unidos. O Comitê de Inteligência do Senado anunciou o escopo de seu inquérito oficial em 13 de dezembro de 2016, em bases bipartidárias; o trabalho começou em 24 de janeiro de 2017.
Em 22 de março de 2019, Robert Mueller entregou seu relatório de quase dois anos de investigação sobre a interferência russa na eleição presidencial e em 24 de março, o procurador-geral William Barr submeteu seu resumo inicial do relatório de Mueller aos presidentes e membros do Comitê Judiciário do Senado e do Comitê Judiciário da Câmara, Barr disse que Mueller "não achou que a campanha Trump ou qualquer um associado a ela conspirou ou coordenou com a Rússia em seu esforço para influenciar a eleição presidencial de 2016".